# Línea 1 (Urbanos de San Lorenzo de El Escorial)
La línea 1 de la red de autobuses urbanos de San Lorenzo de El Escorial une la estación de autobuses de San Lorenzo de El Escorial con la estación de ferrocarril de El Escorial de forma semidirecta.

## Características
Esta línea está pensada principalmente para comunicar a los vecinos de San Lorenzo de El Escorial con la estación de cercanías de El Escorial y viceversa, de ahí que la línea, a pesar de ser urbana, emplee autobuses interurbanos, además de solo tener una parada intermedia entre la estación de autobuses de San Lorenzo y la estación de ferrocarril de El Escorial, teniendo un recorrido de aproximadamente 5 minutos entre cabeceras.
Además, los días lectivos existe un servicio a las 14:20 con salida de la calle de las Pozas únicamente hasta la estación de autobuses de San Lorenzo de El Escorial, sin llegar a hacer la ruta original a la estación de cercanías de El Escorial. Esta ruta está pensada para recoger estudiantes de los institutos.
Los autobuses urbanos de San Lorenzo de El Escorial y El Escorial siguen una numeración conjunta para evitar confusión de duplicidad de numeraciones en dos municipios tan cercanos y relacionados. Las líneas siguen una numeración progresiva del 1 al 4, pero a San Lorenzo de El Escorial sólo le pertenece los números 1, 2 y 4, quedando el número 3 para El Escorial.
La línea circula por el término municipal de El Escorial, incluso estableciendo su cabecera en dicho municipio, pero puesto que su recorrido mayoritario se encuentra en San Lorenzo de El Escorial corresponde como una línea de dicho municipio. Como bien se expresa en la numeración interna del CRTM, recibe el número 1131. El primer dígito corresponde a la línea, en este caso la línea 1. Y los últimos tres dígitos corresponden al municipio por el que circula, en este caso 131 corresponde al municipio de San Lorenzo de El Escorial.
La línea mantiene los mismos horarios todo el año (exceptuando las vísperas de festivo y festivos de Navidad).
Está operada por la empresa ALSA mediante la concesión administrativa VCM-607 - Madrid – San Lorenzo de El Escorial (Viajeros Comunidad de Madrid) del Consorcio Regional de Transportes de Madrid.
1. ↑  «Transportes». San Lorenzo de El Escorial. Consultado el 14 de marzo de 2024.

## Horarios
| Lunes a viernes laborables       | Lunes a viernes laborables       | Sábados laborables, domingos y festivos | Sábados laborables, domingos y festivos |
| San Lorenzo > FF.CC. El Escorial | FF.CC. El Escorial > San Lorenzo | San Lorenzo > FF.CC. El Escorial        | FF.CC. El Escorial > San Lorenzo        |
| 06:00                            | 06:10                            | 07:05                                   | 07:45                                   |
| 06:25                            | 06:35                            | 08:00                                   | 08:10                                   |
| 06:45                            | 06:55                            | 08:20                                   | 08:45                                   |
| 07:05                            | 07:15                            | 09:00                                   | 09:45                                   |
| 07:30                            | 07:45                            | 10:00                                   | 10:10                                   |
| 08:00                            | 08:15                            | 10:30                                   | 10:45                                   |
| 08:30                            | 08:45                            | 11:05                                   | 11:15                                   |
| 09:00                            | 09:10                            | 11:30                                   | 11:50                                   |
| 09:20                            | 09:45                            | 12:00                                   | 12:15                                   |
| 10:00                            | 10:10                            | 12:30                                   | 12:45                                   |
| 10:50                            | 11:00                            | 13:00                                   | 13:15                                   |
| 11:15                            | 11:25                            | 13:30                                   | 13:45                                   |
| 11:35                            | 11:50                            | 14:00                                   | 14:10                                   |
| 12:00                            | 12:15                            | 14:30                                   | 14:45                                   |
| 12:30                            | 12:45                            | 15:00                                   | 15:10                                   |
| 13:00                            | 13:15                            | 15:35                                   | 15:45                                   |
| 13:30                            | 13:45                            | 16:00                                   | 16:10                                   |
| 14:00                            | 14:10                            | 16:35                                   | 16:45                                   |
| 14:30                            | 14:20                            | 17:00                                   | 17:45                                   |
| 15:00                            | 14:45                            | 18:00                                   | 18:45                                   |
| 15:45                            | 15:30                            | 19:00                                   | 19:45                                   |
| 16:10                            | 16:00                            | 20:00                                   | 20:25                                   |
| 16:50                            | 16:30                            | 20:40                                   | 20:50                                   |
| 17:30                            | 17:00                            | 21:05                                   | 21:50                                   |
| 18:00                            | 17:45                            | 22:00                                   | 22:10                                   |
| 18:40                            | 18:25                            | 22:30                                   | 22:55                                   |
| 19:10                            | 18:55                            |                                         |                                         |
| 19:45                            | 19:35                            |                                         |                                         |
| 20:15                            | 19:55                            |                                         |                                         |
| 20:50                            | 20:30                            |                                         |                                         |
| 21:30                            | 21:00                            |                                         |                                         |
| 22:00                            | 21:45                            |                                         |                                         |
| 22:30                            | 22:10                            |                                         |                                         |
|                                  | 22:55                            |                                         |                                         |

1. ↑  Institutos - Estación de autobuses, sólo días lectivos.

## Recorrido y paradas

### Sentido San Lorenzo de El Escorial
| Código | Parada                                 | Común con   | Conexión con Cercanías | Municipio                  |
| ------ | -------------------------------------- | ----------- | ---------------------- | -------------------------- |
| 10442  | Estación de El Escorial                |             | El Escorial            | El Escorial                |
| 11923  | Av. Reyes Católicos - Padre Wigfrido   | 661 667     |                        | El Escorial                |
| 11529  | Juan de Toledo - Estación de Autobuses | 640 661 2 4 |                        | San Lorenzo de El Escorial |

### Sentido estación de El Escorial
| Código                                                                               | Parada                                 | Común con              | Conexión con Cercanías | Municipio                  |
| ------------------------------------------------------------------------------------ | -------------------------------------- | ---------------------- | ---------------------- | -------------------------- |
| El servicio de las 14:20 hacia la estación de autobuses de San Lorenzo comienza aquí |                                        |                        |                        |                            |
| 10443                                                                                | Pozas - Centro Comercial               | 640 669 2              |                        | San Lorenzo de El Escorial |
| 10208                                                                                | Juan de Toledo - Velázquez             | 640 660 664 669 669A 2 |                        | San Lorenzo de El Escorial |
| Terminal de la expedición de las 14:20 e inicio de las expediciones normales         |                                        |                        |                        |                            |
| 10221                                                                                | Juan de Toledo - Estación de autobuses | 2                      |                        | San Lorenzo de El Escorial |
| Paradas del itinerario normal                                                        |                                        |                        |                        |                            |
| 11924                                                                                | Av. Reyes Católicos - Padre Wigfrido   | 640 661 667            |                        | El Escorial                |
| 10442                                                                                | Estación de El Escorial                |                        | El Escorial            | El Escorial                |